# Droga wojewódzka nr 467
Droga wojewódzka nr 467 (DW467) – droga wojewódzka o długości 20,3 km, leżąca na obszarze województwa wielkopolskiego. Trasa ta łączy Golinę z Ciążeniem. Droga w całości leży na terenie powiatu konińskiego i słupeckiego. Razem z drogą wojewódzką nr 466 do 2013 roku służyły kierowcom jako objazd punktu poboru opłat „Lądek” na autostradzie A2 – przebudowano węzeł Słupca, instalując na nim stację poboru opłat.

## Ograniczenia w ruchu
Droga objęta jest zakazem wjazdu pojazdów ciężarowych o masie przekraczającej 18 ton na odcinku Golina – Sługocin. Mimo tego, kierowany jest tam objazd dla pojazdów o masie przekraczającej 12 ton, dla których obowiązuje zakaz przejazdu tranzytowego przez Konin drogą krajową nr 92.

### Dopuszczalny nacisk na oś
Na całej długości dozwolony jest ruch pojazdów o nacisku pojedynczej osi do 8 ton.

## Miejscowości leżące przy trasie DW467
- Golina
- Myślibórz
- Radolina
- Sługocin (A2)
- Ratyń
- Dolany
- Lądek
- Ląd
- Ciążeń (DW466)